# Юдицкий, Валериан Станислав
Валериан Станислав Юдицкий личного герба Радван (пол. Walerian Stanisław Judycki; ? — август 1673) — государственный и религиозный деятель Великого княжества Литовского; епископ метоненьский в 1669 году, референдарий великий духовный литовский в 1670—1673 годах, писарь великий литовский в 1657—1673 годах, регент малой канцелярии в 1655 году, архидьякон виленский, каноник и кустош виленский.
Занимал пост депутата и духовника Скарбового трибунала ВКЛ в 1659 году. Также голосовал за Михаила Корибута Вишневецкого как короля Польши в 1669 году, представлявшего Трокское воеводство.